# Gernot Schieszler
Gernot Schieszler (* 14. April 1970 in Grieskirchen, Oberösterreich) ist ein österreichischer Manager und Kronzeuge in der Telekom-Affäre.

## Leben
Schieszler spondierte 1996 an der Wirtschaftsuniversität Wien, Studienrichtung Betriebswirtschaft.
Seine berufliche Laufbahn startete er 1997 bei Czipin & Partner internationale Produktivitätsberatung GmbH, wo er zuletzt als Project Partner für Österreich, Deutschland, Tschechien und Ungarn als Unternehmenssanierer als auch in der Konzeption von Wachstumsstrategien verantwortlich zeichnete.
Im Jänner 2000 wurde er als Assistent des Finanzvorstandes der Telekom Austria AG durch die Telecom Italia S.p.A. besetzt, mit dem Ziel, in 6 Monaten einen Börsengang (IPO) an der Wiener Börse und New York Stock Exchange (NYSE) umzusetzen. Im Zuge dessen wurde er mit dem Aufbau (später der Führung) eines Controllings für die Telekom Austria AG und Konzerncontrolling beauftragt. Im März 2001 wurde Schieszler Vice President Finance (Stellvertretender Finanzvorstand) und war für die gesamte Strategie des Festnetzbereichs verantwortlich.
In der Aufsichtsratssitzung von 12. Juni 2006 wurde die neue Struktur für die Telekom Austria Gruppe beschlossen: eine schlanke Management Holding, die das Dach über den beiden eigenständigen Gesellschaften für Festnetz und Mobilfunk bildet. In dieser Holding wurde Schieszler als Generaldirektor-Stellvertreter und CFO Festnetz in das Management-Board berufen.
Mit Ende Juni 2009 trat Schieszler von seinen Funktionen innerhalb der Telekom Austria zurück. Seit 1. Juni 2010 ist Gernot Schieszler Vorstand bei der Christof Group AG, einem internationalen Anlagenbauunternehmen mit Hauptsitz in Graz.
Im Juli 2011 berichtete das österreichische Nachrichtenmagazin profil über mögliche Verwicklungen von Schieszler in angebliche Manipulationen des Aktienkurses der Telekom Austria.

## Mobbing-Vorwürfe
Im Februar 2009 wurde Schieszler einer breiteren Öffentlichkeit bekannt, nachdem Vorwürfe des Mobbings gegen ihn erhoben wurden. Schieszler ist auf einem auf Youtube veröffentlichten Video zu sehen, in dem er bei der Befragung durch einen Investor erklärt, wie nicht mehr benötigte pragmatisierte Mitarbeiter, die weder umgeschult noch verleased werden können, dazu bewogen werden könnten Golden Handshakes anzunehmen. Schieszler erklärte dabei sinngemäß, man würde die Mitarbeiter zuerst für einige Monate von der Arbeit freistellen. Nach einigen Wochen würde man sie jedoch anrufen und zurück an die Arbeit beordern. Sollten diese erklären, dass sie krank sind, werde man ihnen einen Arzt schicken. Sollte dieser feststellen, dass sie nicht krank sind, werde man gegen sie klagen. So würden schon noch einige den Golden Handshake annehmen. Im Nachhinein distanzierte er sich und meinte, er habe „bedauerlicherweise Aussagen in dieser Veranstaltung unglücklich und missverständlich gewählt“. Als Folge dieses Vorfalles musste Schieszler die Personalagenden an Festnetz-Vorstand Hannes Ametsreiter abgeben.

## Telekom-Affäre
Im Oktober 2011 wurde bekannt, dass die Werbeagentur Euro RSCG der Telekom Austria am 20. Juni 2007 eine Rechnung über 585.600 Euro (inklusive Umsatzsteuer) gelegt und auch gezahlt bekommen hat, die für die „strategische Konzeption des Sponsoring-Auftritts der Telekom Austria im Rahmen der Euro 2008“ gedient haben soll. Die Unterschriften leisteten Schieszler und der damalige Telekom Festnetz-Marketingchef Stefan Tweraser. Die hausinternen Nachforschungen durch die Telekom haben allerdings keine entsprechende nachvollziehbare Leistung vorfinden können. Bei der halben Million an die RSCG scheint eine indirekte Leistung zu fehlen. Ein Teil der Summe soll an TA (-Vorstände) zurückgeflossen sein.
Im Abtausch gegen Straffreiheit, 120 Stunden Sozialdienst und 300.000 Euro Schadensersatz für die Telekom Austria laut Diversionsangebot, trat Schieszler als Kronzeuge der Staatsanwaltschaft in den Strafverfahren der sogenannten Telekom-Affäre auf. Er war damit der erste Kronzeuge gemäß der mit 1. Jänner 2011 geschaffenen „großen Kronzeugenregelung“. Auf zivilrechtlichem Weg fordert die Telekom Austria weitere zwei Millionen Euro Schadenersatz von Schieszler. Der ebenso in die Affäre verwickelte Lobbyist Peter Hochegger erstattete Anzeige gegen Schieszler wegen Verleumdung und falscher Beweisaussage.